# ᜐ
En el sistema de escritura de baybayin, la letra ᜐ es un carácter silábico que se corresponde con el sonido sa. 

## Uso
Si un punto se añade a la parte superior (ᜐᜒ), el sonido se convierte en un sonido sé o si, por su parte, si un punto se añade a la parte inferior (ᜐᜓ), el sonido se convierte en un sonido so o sú. El sonido se convierte en una consonante s si un virama se agrega a la parte inferior (ᜐ᜔). 

## Unicode
Esta letra tiene el código de Unicode U+1710, situado en el bloque tagalo.
| Carácter      | ᜐ                 | ᜐ                 |
| ------------- | ----------------- | ----------------- |
| Unicode       | TAGALOG LETTER SA | TAGALOG LETTER SA |
| Codificación  | decimal           | hex               |
| Unicode       | 5904              | U+1710            |
| UTF-8         | 225 156 144       | E1 9C 90          |
| Ref. numérica | &#5904;           | &#x1710;          |